# Мартынов, Тимофей Валерьевич
Тимофей Валерьевич Мартынов (Тимофей Мартынов) (род. 9 июня 1982, Ленинград, СССР) — российский блогер, аналитик, инвестор, бывший телеведущий программы Рынки на РБК-ТВ, создатель сайта Смарт-Лаб, посвященного биржевой торговле, и организатор конференции по инвестициям на бирже Smart-Lab Conf.

## Биография
• Родился 9 июня 1982 года. Мать была учителем в школе, отец преподавал в Ленинградском государственном университете кино и телевидения.
• В 1999 году — окончил 321 школу Санкт-Петербурга, после школы поступил в Санкт-Петербургский Государственный Политехнический Университет на Факультет Технической Кибернетики (ФТК), в 2005 году окончил его, защитив диплом по теме «Блоки аналогового ввода/вывода виртуального осциллографа со встроенным генератором».
• 03.2005 после длительных собеседований, попал на работу аналитиком в брокерскую фирму «Ленстройматериалы». После испытательного срока 3 мес. ушел из-за зарплаты, которая оказалась меньше обещанной ($400 против $500).
• 06.2005 начал работать аналитиком валютного рынка в компании UMIS (СПб).
• В 2005 году сдал экзамены и получил квалификационный аттестат ФСФР серии 1.0
• 08.2006 года переехал в Москву по приглашению Константина Бочкарева (ранее работал начальником аналитического отдела UMIS) аналитиком валютного рынка в компанию Fibo Group.
• 03.2007 был приглашен на работу на РБК-ТВ комментатором российского рынка акций.
• 26.03.2007 — провел первый прямой эфир на РБК-ТВ в роли телеведущего.
• 07.2010 — создал сетевой проект smart-lab.ru 
• 11.2011 — участвовал в конкурсе Лучший Частный Инвестор (ЛЧИ).
• 01.2013 — уволился с РБК-ТВ.
• В 2015 году закончил работу над книгой «Механизм трейдинга: Как построить бизнес на бирже?».
• В 2015—2016 был партнером хедж-фонда Kvadrat Black.
• С 2016 года является автором статей проекта smart-lab.ru, регулярно организовывает самые масштабные конференции по инвестициям в РФ
• с 2020 года в составе команды Mozgovik Research делает качественный (неподтвержденная информация) обзор и анализ российского рынка акций
• Проживает в городе Пушкин

## Семья
Жена Марина
• дочь Маргарита — 2013 г.р., имеет гражданство США
• дочь Мелания — 29.01.2017 г.р.
• дочь Маруся — 2018 г.р.

## Рабочие ресурсы Тимофея и Смартлаба
- Сайт Смарт-Лаб. Ру
- Телеграм-канал с самыми популярными статьями https://t.me/smartlabnews
- Телеграм-канал с самыми быстрыми новостями по рынку https://t.me/newssmartlab
- Телеграм-канал с обзорами облигаций https://t.me/bondsmartlab
- Телеграм-канал персональный https://t.me/martynovtim
- Группа ВК https://vk.com/smartlabru
- Ютуб-канал, где ведет собственную программу "АнтиКризис" https://www.youtube.com/channel/UCCSXxF7rs8vaOQY2iPCCvZA/
- Деловой Петербург: Основатель портала smart-lab Тимофей Мартынов — о том, как создать популярный финансовый сайт